# ملاقات والدین
ملاقات با والدین یا با والدین ملاقات کن (به انگلیسی: Meet the Parents) فیلمی آمریکایی در سبک کمدی محصول سال ۲۰۰۰ به کارگردانی جی روچ است که بازیگرانی چون رابرت دنیرو و بن استیلر در آن به ایفای نقش پرداخته‌اند. فیلم‌های ملاقات با فاکرها و فاکرهای کوچک دنباله‌های این فیلم هستند.

## داستان فیلم
این فیلم کمدی دربارهٔ مردی است که به دیدار خانوادهٔ نامزدش می‌رود؛ در حالی که پدر نامزد او بدترین کابوس هر ملاقاتی است! فیلمهای ملاقات با فاکرها و فاکرهای کوچک دنباله‌های این فیلم هستند.
گرگ فوکر، پرستاری که در شیکاگو زندگی می‌کند، قصد دارد از دوست دخترش، پم برنز خواستگاری کند، اما وقتی آنها به عروسی خواهر پم، دبی در خانه والدینشان در لانگ آیلند دعوت می‌شوند، نقشه‌اش به هم می‌خورد. گرگ تصمیم می‌گیرد ابتدا پدر و مادر پم را تحت تأثیر قرار دهد و در مقابل خانواده‌اش از او خواستگاری کند، اما زمانی که شرکت هواپیمایی چمدان او را که حاوی حلقه نامزدی است گم می‌کند، این طرح متوقف می‌شود. در خانه برنز، گرگ با پدر پم جک، مادرش دینا و گربه محبوبشان جینکس ملاقات می‌کند. جک بلافاصله به گرگ مشکوک می‌شود و آشکارا از او به خاطر انتخاب شغلش به عنوان یک پرستار مرد و هر چیز دیگری که به عنوان تفاوتی بین گرگ و خانواده برنز می‌بیند، انتقاد می‌کند. گرگ تلاش می‌کند تا جک را تحت تأثیر قرار دهد، اما تلاشهای او شکست می‌خورد. او بعد از اینکه یک آزمایش دروغ یاب بداهه از جک دریافت کرد، ناراحت‌تر می‌شود و بعداً از پم می‌فهمد که جک یک مأمور بازنشسته سیا است که مأموران دوگانه را بازجویی می‌کرده‌است.
با ملاقات با بقیه خانواده و دوستان پم، گرگ هنوز هم احساس یک فرد خارجی را دارد. علیرغم تلاش‌هایی که برای تحت تأثیر قرار دادن خانواده او انجام می‌دهد، اقدامات غیرعمدی او را به یک هدف آسان برای تمسخر تبدیل می‌کند. گرگ در حین بازی والیبال استخری ناخواسته به دبی بینی شکسته و چشم سیاهی می‌دهد، از یک توالت نامناسب استفاده می‌کند که حیاط خلوت برنز را با فاضلاب پر می‌کند و محراب عروسی را به آتش می‌کشد. چندین سوء تفاهم نیز باعث می‌شود که جک باور کند گرگ یک مصرف‌کننده ماری‌جوانا است، پس از آنکه برادر مصرف‌کننده پم، دنی به‌طور ناخواسته او را فریب می‌دهد. بعداً گرگ جینکس را از گم می‌کند و یک گربه ولگرد را جایگزین او می‌کند، ولی چون نوک دمش متفاوت است آن را با اسپری رنگ می‌کند، هرچند بعداً لو می‌رود. در ماجرایی دیگر، لباس عروسی دبی را از بین می‌برد. بدین ترتیب، تمام خانواده برنز از جمله پم، موافق هستند که گرگ باید لانگ آیلند را ترک کند. گرگ که از نجات خود ناامید است، فاش می‌کند که جک را در حال انجام برخی فعالیتهای مخفیانه دیده‌است. جک با عصبانیت پاسخ می‌دهد که این مأموریت مخفی، ترتیب دادن ماه عسل غافلگیرکننده‌ای برای دبی و نامزدش باب بوده‌است، سپس گرگ را متهم می‌کند که در مورد پرستار بودن و شرکت در آزمون پذیرش کالج پزشکی دروغ گفته‌است، زیرا مخاطبین سیا او نتوانسته‌اند هیچ سابقه‌ای از یک «گرگوری» فاکر پیدا کنند. سپس چمدان گم شده گرگ از راه می‌رسد و نام اصلی او به عنوان گیلورد فاش می‌شود که باعث سرگرمی خانواده برنز می‌شود. گرگ با ناراحتی به سمت فرودگاه می‌رود و آماده بازگشت به شیکاگو می‌شود، اما توسط نیروهای امنیتی فرودگاه به دلیل اصرار بر اینکه چمدان‌هایش به جای چک کردن نزد او بماند، بازداشت می‌شود. جک در خانه بیرنز از پم ناامید می‌فهمد که نمی‌تواند هیچ سابقه‌ای از گرگ از سیا پیدا کند، زیرا نام اصلی او گیلورد است، و کپی‌هایی از رونوشت‌های گرگ که والدینش به او فکس کرده‌اند، ارائه می‌شود که ثابت می‌کند گرگ کالج پزشکی را گذرانده‌است. با وجود این، جک همچنان معتقد است که گرگ به دلیل اشتباهات و دروغهایش، شوهر نامناسبی برای پم است، نهایتاً جک پس از شنیدن تماس تلفنی صمیمانه گرگ برای معذرت خواهی از پم، متوجه می‌شود پم واقعاً گرگ را دوست دارد؛ بنابراین با عجله به فرودگاه می‌رود، نیروهای امنیتی فرودگاه را متقاعد می‌کند که گرگ را آزاد کنند و او را به خانه برنز بازمی‌گرداند. جک تست دروغ سنج را روی گرگ انجام می‌دهد تا حقیقت تعطیلات آخر هفته و دوست داشتن پم را بگوید و باعث می‌شود جک از گرگ خواستگاری کند تا دامادش شود. همان‌طور که گرگ از پم خواستگاری می‌کند، جک و دینا از اتاق دیگری به مکالمه آنها گوش می‌دهند و توافق می‌کنند که اکنون باید پدر و مادر گرگ را علی‌رغم نگرانیهایشان در مورد انجام این کار ملاقات کنند. پس از عروسی دبی، جک فیلم‌هایی از گرگ را می‌بیند که توسط دوربین‌های مخفی ضبط شده و به صورت استراتژیک در اطراف خانه قرار داده بود که در آن گرگ جک را یک «روانی» خطاب می‌کند و او را مسخره می‌کند، اما همچنین دنی را به عنوان مصرف‌کننده واقعی ماری جوانا فاش می‌کند.